# Robert Frazer
Robert Frazer —nacido como Robert William Browne— (Worcester, Massachusetts; 29 de junio de 1891-Los Ángeles, California; 17 de agosto de 1944) fue un actor cinematográfico estadounidense, cuya carrera transcurrió principalmente en la época del cine mudo, y a lo largo de la cual trabajó en unas 224 producciones. 

## Biografía
Su verdadero nombre era Robert William Browne, y nació en Worcester, Massachusetts. Tras alguna experiencia teatral, empezó a actuar en el cine mudo, rodando todas sus primeras cintas para la productora Éclair. Su primer papel, en 1912, fue el de Jesucristo en The Holy City, y ese mismo año fue el protagonista de Robin Hood, una de sus más conocidas interpretaciones.
Él fue también intérprete de varios wésterns, y en muchas de sus películas fue dirigido por Webster Cullison, actuando con frecuencia junto a Edna Payne. Durante los años del cine mudo, Frazer hizo muchos papeles de protagonista, pero tras la llegada del cine sonoro hubo de contentarse con llevar a cabo actuaciones menores. 
En 1919 Frazer protagonizó Bolshevism on Trial, un film de propaganda antibolchevique dirigido por Harley Knoles, adaptación de la novela Comrades: A Story of Social Adventure in California, escrita por Thomas Dixon, Jr., autor de la controvertida The Clansman: An Historical Romance of the Ku Klux Klan que inspiró El nacimiento de una nación, de D. W. Griffith. La cinta fue la primera producida por una pequeña compañía independiente, Mayflower Photoplay Company. 
Robert Frazer falleció en 1944 en Los Ángeles, California, a causa de una leucemia. Tenía 53 años de edad. Fue enterrado en el cementerio Forest Lawn Memorial Park, en Glendale, California. Desde 1913 había estado casado con la actriz Mildred Bright.

## Filmografía
- The Holy City, de Étienne Arnaud (1912)
- A Double Misunderstanding (1912)
- The Dreamers
- That Loving Man (1912)
- The Governor's Daughter (1912)
- The Double Cross (1912)
- Boys Again (1912)
- Robin Hood, de Étienne Arnaud y Herbert Blaché (1912)
- Dolls (1912)
- The Passing Parade (1912)
- The Lucky Loser   (1912)
- All on Account of a Ring (1912)
- Caprices of Fortune (1912)
- The Homecoming (1912)
- Rosie (1912)
- Silent Jim (1912)
- The Honor of the Firm (1912)
- Thus Saith the Lord (1913)
- When Light Came Back, de O.A.C. Lund (1913)
- The Witch, de O.A.C. Lund (1913)
- For the Man She Loved (1913)
- Soul to Soul (1913)
- The Thirst for Gold, de O.A.C. Lund (1913)
- The Banker's Daughter (1913)
- Rob Roy, de Henry J. Vernot (1913)
- A Puritan Episode (1913)
- Why Aunt Jane Never Married, de William F. Haddock (1913)
- One of the Rabble (1913)
- Duty, de Étienne Arnaud (1914)
- The Renunciation, de Webster Cullison (1914)
- When Death Rode the Engine, de Webster Cullison (1914)
- The Dupe, de Webster Cullison (1914)
- The Price Paid, de Webster Cullison (1914)
- The Jackpot Club, de Webster Cullison (1914)
- The Aztec Treasure, de Webster Cullison (1914)
- Fate's Finger (1914)
- Till the Sands of the Desert Grow Cold, de Webster Cullison (1914)
- The Line Rider, de Webster Cullison (1914)
- The Squatter, de Webster Cullison (1914)
- The Return, de Webster Cullison (1914)
- The Ghost of the Mine (1914)
- The Lone Star Rush, de Edmund Mitchell (1915)[1]: 168–71
- The Ballet Girl, de George Irving (1916)
- The Feast of Life, de Albert Capellani (1916)
- The Decoy, de George W. Lederer (1916)
- The Light at Dusk, de Edgar Lewis (1916)
- The Dawn of Love, de Edwin Carewe (1916)
- Her Code of Honor, de John M. Stahl (1919)
- Bolshevism on Trial, de Harley Knoles (1919)
- The Bramble Bush, de Tom Terriss (1919)
- Without Limit, de George D. Baker (1921)
- Love, Hate and a Woman, de Charles Horan (1921)
- Partners of the Sunset, de Robin H. Townley (1922)
- Fascination, de Robert Z. Leonard (1922)
- Yellow Men and Gold, de Irvin Willat (1922)
- The Faithless Sex, de Henry J. Napier (1922)
- Mr. Potter of Texas, de Leopold Wharton (1922)
- When the Desert Calls, de Ray C. Smallwood (1922)
- How Women Love, de Kenneth S. Webb (1922)
- My Friend the Devil, de Harry F. Millarde (1922)
- As a Man Lives, de J. Searle Dawley (1923)
- Jazzmania, de Robert Z. Leonard (1923)
- The Love Piker, de E. Mason Hopper (1923)
- A Chapter in Her Life, de Lois Weber (1923)
- After the Ball, de Dallas M. Fitzgerald (1924)
- When a Man's a Man, de Edward F. Cline (1924)
- Women Who Give, de Reginald Barker (1924)
- Men, de Dimitri Buchowetzki (1924)
- Traffic in Hearts, de Scott R. Dunlap (1924)
- Bread, de Victor Schertzinger (1924)
- Broken Barriers, de Reginald Barker (1924)
- The Foolish Virgin, de George W. Hill (1924)
- The Mine with the Iron Door, de Sam Wood (1924)
- Miss Bluebeard, de Frank Tuttle (1925)
- The Charmer, de Sidney Olcott (1925)
- The White Desert, de Reginald Barker (1925)
- The Scarlet West, de John G. Adolfi (1925)
- The Keeper of the Bees, de James Leo Meehan (1925)
- The Love Gamble, de Edward LeSaint (1925)
- Why Women Love, de Edwin Carewe (1925)
- The Other Woman's Story, de B.F. Stanley (1925)
- The Splendid Road, de Frank Lloyd (1925)
- The Golden Strain, de Victor Schertzinger (1925)
- Secret Orders, de Chester Withey (1926)
- Desert Gold, de George B. Seitz (1926)
- The Isle of Retribution, de James P. Hogan (1926)
- The Speeding Venus, de Robert Thornby (1926)
- Dame Chance, de Bertram Bracken (1926)
- The City, de Roy William Neill (1926)
- Sin Cargo, de Louis J. Gasnier (1926)
- One Hour of Love, de Robert Florey (1927)
- Wanted: A Coward, de Roy Clements (1927)
- Lightning, de James C. McKay (1927)
- The Silent Hero, de Duke Worne (1927)
- Out of the Past, de Dallas M. Fitzgerald (1927)
- Back to God's Country, de Irvin Willat (1927)
- Burning Up Broadway, de Phil Rosen (1928)
- The Little Snob, de John G. Adolfi (1928)
- The Scarlet Dove, de Arthur Gregor (1928)
- Out of the Ruins, de John Francis Dillon (1928)
- Black Butterflies, de James W. Horne (1928)
- The City of Purple Dreams, de Duke Worne (1928)
- Sioux Blood, de John Waters (1929)
- The Woman I Love, de George Melford (1929)
- Careers, de John Francis Dillon (1929)
- The King of the Kong, de Richard Thorpe (1929)
- The Drake Case, de Edward Laemmle (1929)
- Frozen Justice, de Allan Dwan (1929)
- Beyond the Law, de J.P. McGowan (1930)
- Ten Nights in a Barroom, de William A. O'Connor (1931)
- The Mystery Trooper, de Stuart Paton y Harry S. Webb (1931)
- Oh! Oh! Cleopatra, de Joseph Santley (1931)
- Two-Gun Caballero, de Jack Nelson (1931)
- The Wide Open Spaces, de Arthur Rosson (1931)
- The Rainbow Trail,[2] de David Howard (1932)
- Discarded Lovers, de Fred C. Newmeyer (1932)
- The Saddle Buster, de Fred Allen (1932)
- Arm of the Law, de Louis King (1932)
- Rule 'Em and Weep, de Harry Sweet (1932)
- White Zombie, de Victor Halperin (1932)
- Fighting for Justice, de Otto Brower (1932)
- Two Lips and Juleps; or, Southern Love and Northern Exposure, de Edward Sloman (1932)
- The King Murder, de Richard Thorpe (1932)
- The Crooked Circle, de H. Bruce Humberstone (1932)
- The Bride's Bereavement; or, The Snake in the Grass, de Robert F. Hill (1932)
- The Vampire Bat, de Frank R. Strayer (1933)
- The Three Musketeers, de Colbert Clark y Armand Schaefer (1933)
- Found Alive, de Charles Hutchison (1933)
- The Whispering Shadow, de Colbert Clark y Albert Herman (1933)
- Justice Takes a Holiday, de Spencer Gordon Bennet (1933)
- The Fighting Parson, de Harry L. Fraser (1933)
- Notorious But Nice, de Richard Thorpe (1933)
- Her Forgotten Past, de Wesley Ford (1933)
- The Mystery Squadron, de Colbert Clark y David Howard (1933)
- Love Past Thirty, de Vin Moore (1934)
- Men in White, de Richard Boleslawski (1934)
- Guilty Parents, de Jack Townley (1934)
- Monte Carlo Nights, de William Nigh (1934)
- Green Eyes, de Richard Thorpe (1934)
- Fifteen Wives, de Frank R. Strayer (1934)
- The Curtain Falls, de Charles Lamont (1934)
- Port of Lost Dreams, de Frank R. Strayer (1934)
- The Trail Beyond, de Robert N. Bradbury (1934)
- Counsel on De Fence, de Arthur Ripley (1934)
- The Fighting Troope, de Ray Taylor (1934)
- The World Accuses, de Charles Lamont (1934)
- The Fighting Pilot, de Noel M. Smith (1935)
- Public Opinion, de Frank R. Strayer (1935)
- One in a Million, de Frank R. Strayer (1935)
- Circumstantial Evidence, de Charles Lamont (1935)
- Million Dollar Haul, de Albert Herman (1935)
- The Miracle Rider, serial de B. Reeves Eason y Armand Schaefer (1935)
- Social Error, de Harry L. Fraser (1935)
- Ladies Crave Excitement, de Nick Grinde (1935)